# Strensham
Strensham – wieś w Anglii, w hrabstwie Worcestershire, w dystrykcie Wychavon. Leży 17 km na południe od miasta Worcester i 152 km na północny zachód od Londynu. W 2001 miejscowość liczyła 314 mieszkańców.